# سرماشیمی
زم‌شیمی یا سرماشیمی یا کریوشیمی (انگلیسی: Cryochemistry) دانش مطالعهٔ واکنش‌های شیمیایی در دماهای مادون ۱۲۳ کلوین (منهای ۱۵۰ درجهٔ سیلسیوس، منهای ۲۳۸ درجهٔ فارنهایت) است. زم‌شیمی دارای همپوشانی با دیگر علوم از جمله شیمی، زم‌زیست‌شناسی، فیزیک ماده چگال و حتی اخترشیمی است.